# Publicis Sapient
Publicis Sapient, anciennement Sapient, est une entreprise américaine de transformation numérique.
Basée à Boston, c'est une filiale du groupe français Publicis Groupe depuis un rachat en 2015.
Le 22 octobre 2018, le groupe Publicis rachète l'entreprise Française Xebia pour renforcer Publicis Sapient.